# Euthalia pagiana
Euthalia pagiana är en fjärilsart som beskrevs av Corbet 1942. Euthalia pagiana ingår i släktet Euthalia och familjen praktfjärilar. Inga underarter finns listade i Catalogue of Life.